# Харков (река)
Харков (укр. Ха́рків ) - река у Харковској области Украјине и Белгородској области Русије, лева и највећа притока реке Лопањ. 

## Опис
Дужина реке је 71 км, површина слива је 1160 km². 
Извор реке налази се у Кривенковом Јару између села Болдиревка (испод њега), Салтиково (изнад) и села Октобарски (источно), у Белгородској области. Села Липци и Циркуњи налазе се на реци Харков, а град Харков се налази на ушћу у реку Лопањ. Проток воде на ушћу је 2,62 м³/с. Река Харков се улива у реку Лопањ на 10 км од њеног ушћа у Уди. Нагиб реке је 0,80 м/км. Висина ушћа је на 98 м надморске висине. Ширина корита је од 2 метра у горњем до 20 метара у доњем делу. Дубина реке при ниском водостају је 0,3-0,4 метра, а током пролећних поплава се повећа на 2-4 метра. Лети река постаје плитка и понекад пресуши. Зими, крајем новембра - почетком децембра, река замрзава. Отапа се почетком марта. 
Према већини верзија, оно је индоевропског порекла и, вероватно, значи „светлост“, „сребро“. Постоје и верзије турског и славенског порекла хидронима. 

## Порекло имена
Главни чланци: Порекло имена Харков, Историја Харкова # Хидронимна (званична) верзија
Постоји више од десет верзија порекла имена хидронима Харков.
Постоје верзије према којима је ојконим дао име хидрониму (Харков, Харка, Харукањ), а затим је хидроним добио име по модерном Харкову у 17. веку. 
У „Топографском опису Харковске управе са историјским упозорењем ...“ издање из 1788. године, град је добио име по реци: „Покрајински град Харков, привилеговани, назван је по реци Харков, на којој се налази“. Према неким изворима, река је могла да добије име по древном руском насељу из 12. века преко реке на Универзитетском брду, на чијим остацима су досељеници из разних крајева 1654. основали затвор у Харкову. 
- Није се увек веровало да се Харков у Лопањ улива на стрелици Лопањ, већ обрнуто.

## Географске и историјске чињенице
- У Харкову се спајају три прилично велике реке - Харков, Лопањ, Уди - и при томе, река која има већи проток увек утиче у мању. Харков, који сакупља воду са 1.160 km², улива се у Лопањ који има слив од 840 km² до ушћа. Убрзо се обе реке са укупном површином слива од 2.000 km² уливају у Уди, која скупља воду са свега 1.100 km² до места ушћа[9].
- Прво помињање реке је у писаним изворима, према историчару И. Е. Саратову, у првом издању краљевске мапе "Велики цртежи" око 1556. године.
- Према „ Топографском опису Харковског намесништва“ из 1785, Харков је друга најдужа од 33 реке Харковског округа (55 врста (јединица мере) тече кроз његову територију)[10].

На пример, на мапи из 18. века, 1787. године, у Атласу Харковског намесништва, Харков је притока Лопања, а на другој верзији исте мапе исте године истог месеца маја, само ротирано за 90°, Лопањ је притока Харкова (и, сходно томе, Харков се улива у Уди). 
- 1920. године последња дугоноса кечига ухваћена је у реци Харков (испод моста у Харкову), а 1938. последња јегуља[11].